# Clupisoma longianalis
Clupisoma longianalis és una espècie de peix de la família dels esquilbèids i de l'ordre dels siluriformes.

## Morfologia
- Els mascles poden assolir 13,3 cm de longitud total.[5][6]

## Reproducció
És ovípar i els ous no són protegits pels pares.

## Hàbitat
És un peix d'aigua dolça i de clima subtropical.

## Distribució geogràfica
Es troba a Àsia: riu Mekong.